# Biskupi i arcybiskupi Sens
Lista biskupów i arcybiskupów Sens:
- św. Sawinian
- św. Potencjan
- Leoncjusz
- ok. 344: Seweryn
- Audoald
- Heraklian
- Lunaire
- Symplicjysz
- Ursycyn
- Teodor
- Siclin
- Ambroży
- ok. 475: Agrice
- św. Herakliusz I
- Paweł
- ok. 533 - 538/541: św. Leon
- 549 - 573: Constitut
- 581 - 585: św. Anthème
- ok. 614: św. Loup I
- Annobert
- ok. 627: Richer I
- 632 - 637: Hildegaire
- 650 - 654: Armentaire
- Arnolf (fr. Arnoul)
- 660 - 668: św. Emmon
- 680 - 683: Lambert
- 683 - 695: św. Wolfram
- ok. 696: Géry
- ok. 711: św. Ebbon
- Merulphe
- ok. 744: Ardobert
- ok. 765: Loup II
- ok. 769: Willichaire
- Godescalc
- św. Gombert
- Piotr I
- Willebaud
- ok. 797: Bernard
- Ragimbert
- 797 - ok. 817: Magnus
- ok. 822 - 828: Jérémie
- ??? - 836: św Aldric
- 837 - 865: Ganelon
- 865/866 - 871: Egilon
- 871 - 883: Anségise
- 884 - 887: Evrard
- 887 - 923: Walter I
- 923 - 927: Walter II
- 927 - 932: Audald
- 932 - 938: Wilhelm I
- 938 - 954: Gerlair
- 954 - 958: Hildeman
- 958 - 967: Archambaud de Troyes
- 967 - 977: Anastazy
- 978 - 999: Sewin
- 999 - 1032: Léotheric
- 1032 - 1049: Gelduin
- 1049 - 1062: Mainard
- 1062 - 1096: Richer II
- 1097 - 1122: Daimbert
- 1122 - 1142: Henryk I
- 1142 - ok. 1168: Hugo de Toucy
- 1169 - 1176: Wilhelm o Białych Dłoniach
- 1176 - 1193: Gwidon I de Noyers
- 1194 - 1199: Michel de Corbeil
- 1199 - 1221: Pierre de Corbeil
- 1221 - 1241: Gauthier Le Cornu
- 1241 - 1254: Gilles Le Cornu
- 1254 - 1258: Henri Le Cornu
- 1258 - 1267: Guillaume de Brosse
- 1267 - 1274: Pierre de Charny
- 1274 - 1274: Pierre d’Anisy
- 1275 - 1292: Gilles II Cornut
- 1292 - 1309: Étienne Béquart de Penoul
- 1310 - 1316: Philippe Leportier de Marigny
- 1316 - 1329: Guillaume de Melun
- 1329 - 1330: Pierre Royer de Maumont
- 1330 - 1338: Guillaume II de Brosse
- 1338 - 1345: Philippe de Melun
- 1345 - 1376: Guillaume II de Melun
- 1376 - 1384: Adhémar Robert
- 1385 - 1385: Gonthier de Bagneaux
- 1386 - 1390: Guy de Roye
- 1390 - 1405: Guillaume de Dormans
- 1407 - 1415: Jean de Montaigu
- 1416 - 1422: Henri de Savoisy
- 1422 - 1432: Jean de Nanton
- 1432 - 1474: Louis de Melun
- 1474 - 1518: Tristan de Salazar
- 1519 - 1525: Étienne Poncher
- 1525 - 1535: Antoine du Prat
- 1536 - 1557: Louis de Bourbon-Vendôme
- 1557 - 1560: Jean Bertrandi
- 1560 - 1562: Ludwik I de Guise
- 1562 - 1594: Nicolas de Pellevé
- 1594 - 1606: Renaud de Beaune
- 1606 - 1618: Jacques Davy
- 1618 - 1621: Jean Davy du Perron
- 1621 - 1646: Octave de Saint-Lary de Bellegarde
- 1646 - 1674: Louis-Henri de Pardaillan de Gondrin
- 1674 - 1685: Jean de Montpezat de Carbon
- 1685 - 1715: Hardouin Fortin de La Hoguette
- 1715 - 1730: Denys-François Le Bouthillier de Chavigny
- 1730 - 1753: Jean-Joseph Languet de Gergy
- 1753 - 1788: Paul d’Albert de Luynes
- 1788 - 1790: Étienne-Charles de Loménie de Brienne
- 1817 - 1829: Anne Louis Henri de La Fare
- 1829 - 1843: Jean-Joseph-Marie-Victoire de Cosnac
- 1843 - 1843: Charles André Toussaint Bruno Raimond de la Lande
- 1843 - 1867: Mellon de Jolly
- 1867 - 1891: Victor-Félix Bernadou
- 1892 - 1911: Pierre-Marie-Étienne-Gustave Ardin
- 1912 - 1931: Jean-Victor-Emile Chesnelong
- 1932 - 1935: Maurice Feltin
- 1936 - 1962: Frédéric-Edouard-Camille Lamy
- 1962 - 1977: René-Louis Marie Stourm
- 1977 - 1990: Eugène-Marie Ernoult
- 1990 - 1995: Gérard Defois
- 1996 - 2004: Georges Gilson
- 2004 -: Yves Patenôtre